# بهانه (ترانه ادی رزاز)
«بهانه» تک‌آهنگی از هنرمند اهل سوئد اردلان رزاز رحمتی است که در سال ۲۰۱۳ میلادی منتشر شد.